# Dergano
Dergano – stacja metra w Mediolanie, na linii M3. Znajduje się w dzielnicy Dergano, w Mediolanie i zlokalizowana jest pomiędzy stacjami Affori Centro i Maciachini.